# Ophirodexia pulchra
Ophirodexia pulchra là một loài ruồi trong họ Tachinidae.